# Campeonato Sudamericano de Voleibol Masculino de 2013
El Campeonato Sudamericano Masculino de Voleibol de 2013 fue la 29a edición del torneo, organizado por la Confederación Sudamericana de Voleibol (CSV). Se llevó a cabo en Río de Janeiro, Brasil, del 6 al 10 de agosto de 2013. El campeón y el subcampeón clasificaron al Campeonato Mundial de Voleibol de 2014.

## Equipos participantes
- Argentina
- Brasil
- Chile
- Colombia
- Paraguay

## Campeón
| Brasil            |
| Campeón           |
| Brasil 29° título |

## Posiciones finales
| Pos | Equipo    |
| --- | --------- |
|     | Brasil    |
|     | Argentina |
|     | Colombia  |
| 4   | Chile     |
| 5   | Paraguay  |

## Clasificados alCampeonato Mundial de Voleibol de 2014
| Bandera de Brasil | Bandera de Argentina |
| Brasil            | Argentina            |